# Île des Cygnes (Annecy)
L'île des Cygnes o l'île aux Cygnes (illa dels Cignes, en català) és una petita illa artificial situada sobre el llac d'Annecy (Alta Savoia), a alguns metres de la riba dels Jardins de l'Europe d'Annecy.
L'illa es crea cap a 1854 i és ampliada el 1859 amb el que s'extreu del del dragatge del Thiou. S'hi planten arbres des del començament. El 1883, és realçada amb un fons de roca, degut als deterioraments que pateix per les ones.
Les dues primeres parelles de cignes van ser ofertes per la ciutat de Ginebra el 1857 i per la Casa de Savoia de Torí el 1858. Aquests bonics ocells van prendre el costum de niar a l'illa a la que els Annecians no van trigar a donar el sobrenom d'Île aux Cygnes.
Aleshores accessible al vianants, era tanmateix prohibit d'anar-hi durant el període de posta i d'incubació, al començament de la primavera.